# Miếu Trầm Lâm
Miếu Trầm Lâm hay đền Trầm Lâm, miếu Trăm Năm là một ngôi đền, di tích lịch sử tọa lạc tại xã Phú Gia, huyện Hương Khê, tỉnh Hà Tĩnh.

## Thần thoại
Theo truyền thuyết dân gian quanh vùng Ấu Sơn, khi nhà Hồ lên thay nhà Trần, phương bắc nhà Minh kéo quân sang xâm lược Đại Việt, phương nam Chiêm Thành kéo quân quấy nhiễu hà hiếp nhân dân; cảnh điêu tàn, đói rách, nạn chạy giặc khắp nơi, nhân dân khốn cùng đau khổ. Để cứu lấy muôn dân, một nàng tiên nữ đã xuất hiện, là Đức Thánh Mẫu; về sau nhân dân lập đền thờ để ghi nhớ công ơn của bà.
Tương truyền, sáng ngày 29 tháng 9 năm 1885, vua Hàm Nghi và đại thần Tôn Thất Thuyết đã đến nghỉ tại đền, tại đây vua ban chiếu Cần Vương một lần nữa để kêu gọi nhân dân tiếp tục chống Pháp; tối đến vua không vào thành Sơn Phòng mà nghỉ luôn tại đền. Vừa chợp mắt thì vua được thánh mẫu báo mộng rằng kẻ thù vây ráp, cần phải định liệu; tỉnh dậy, vua truyền Tôn Thất Thuyết làm lễ tạ ơn, sắc phong phong cho các vị thần được thờ tại miếu Trầm Lâm và đền Công Đồng.
Năm 1930-1931, miếu Trầm Lâm là cơ sở của chi bộ Đảng Cộng sản xã Phú Gia. Năm 1965-1972, trở thành điểm dự trữ quân lương phục vụ chiến trường miền Nam. Ngày 15 tháng 7 năm 1968, biết đây là vị trí quan trọng, không quân Mỹ đã oanh tạc khu vực này và phá hoại cảnh quan tự nhiên của miếu. Hiện tại miếu đã được Bộ văn hóa, thể thao và du lịch đầu tư tôn tạo.